# Rally RACE de España 1972
Rajd RACE de España 1972 (20. RACE Rallye de España) – 20 edycja rajdu samochodowego RACE Rallye de España rozgrywanego w Hiszpnii. Rozgrywany był od 27 do 28 października 1972 roku. Była to dwudziesta druga runda Rajdowych Mistrzostw Europy w roku 1972, siedemnasta runda Rajdowych Mistrzostw Hiszpanii oraz siódma runda Rajdowych Mistrzostw Francji.

## Klasyfikacja rajdu
| Miejsce                                            | Kierowca                                           | Pilot                                              | Samochód                                           | Czas                                               | Strata                                             |                                                    |
| Klasyfikacja generalna, ERC i mistrzostw Hiszpanii | Klasyfikacja generalna, ERC i mistrzostw Hiszpanii | Klasyfikacja generalna, ERC i mistrzostw Hiszpanii | Klasyfikacja generalna, ERC i mistrzostw Hiszpanii | Klasyfikacja generalna, ERC i mistrzostw Hiszpanii | Klasyfikacja generalna, ERC i mistrzostw Hiszpanii | Klasyfikacja generalna, ERC i mistrzostw Hiszpanii |
| -------------------------------------------------- | -------------------------------------------------- | -------------------------------------------------- | -------------------------------------------------- | -------------------------------------------------- | -------------------------------------------------- | -------------------------------------------------- |
| 1.                                                 | Salvador Cañellas Gual                             | Daniel Ferrater                                    | Seat 124 / 1600                                    | 2:43:35.8                                          | 0.0                                                |                                                    |
| 2.                                                 | Manuel Juncosa                                     | José Maria Monaco                                  | Seat 1430                                          | 2:46:53.5                                          | +3:17.7                                            |                                                    |
| 3.                                                 | José Pavón                                         | Ricardo Antolín                                    | Alpine-Renault A110 1600                           | 2:47:14.2                                          | +3:38.4                                            |                                                    |
| 4.                                                 | Fogel Roter                                        | Jaime Ramón Guerrero                               | Porsche 914/6 GT                                   | 2:48:30.8                                          | +4:55.0                                            |                                                    |
| 5.                                                 | Marie-Claude Beaumont                              | Christine Giganot                                  | Opel Commodore GS                                  | 2:48:49.0                                          | +5:13.2                                            |                                                    |
| 6.                                                 | Lucas Sainz                                        | Juan Carlos Oñoro                                  | Renault 8 TS                                       | 2:50:54.6                                          | +7:18.8                                            |                                                    |
| 7.                                                 | Marianne Fourton                                   | Evelyne Vanoni                                     | Alpine-Renault A110 1600                           | 2:52:28.6                                          | +8:52.8                                            |                                                    |
| 8.                                                 | Jean-Louis Clarr                                   | Pierre Thimonier                                   | BMW 2002 Ti                                        | 2:56:28.5                                          | +12:52.7                                           |                                                    |
| 9.                                                 | Netto Luís                                         | João Canas Mendes                                  | Fiat 125 S                                         | 2:57:07.8                                          | +13:32.0                                           |                                                    |
| 10.                                                | Johan Wiklund                                      | Anders Wiklund                                     | BMW 2002                                           | 2:58:44.2                                          | +15:08.4                                           |                                                    |